# Костенко, Людмила Васильевна
Людмила Васильевна Костенко (род. 1954) — советский и украинский хоровой дирижёр и педагог, кандидат педагогических наук (1998), доцент (2004), профессор (2014). Является членом Национального всеукраинского музыкального союза.

## Биография
Родилась 3 мая 1954 года в городе Нежин Черниговской области.

### Образование
В 1975 году окончила музыкально-педагогический факультет Нежинского государственного педагогического института им. Н. В. Гоголя. Затем в 1981 году окончила с отличием дирижёрский факультет Львовской государственной музыкальной академии имени Николая Лысенко по классу доцента Б. Д. Завойского. С 1994 по 1997 годы Людмила Костенко училась в аспирантуре Национального педагогического университета им. М. П. Драгоманова по специальности «История и теория педагогики». В 1998 году она защитила кандидатскую диссертацию на тему «Педагогические условия организации учебно-познавательной деятельности будущих учителей музыки (на материале изучения дирижёрско-хоровых дисциплин)». Научный руководитель — доктор педагогических наук, профессор Л. Г. Коваль.

### Деятельность
Людмила Костенко живёт и работает в Нежине. Является доцентом, заведующим кафедрой вокально-хорового мастерства факультета культуры и искусств Нежинского государственного университета имени Николая Гоголя, автор ряда исследований и учебно-методической литературы, в том числе в научных профессиональных изданиях Украины. Круг научных интересов — дидактика высшей школы, методика преподавания дирижёрско-хоровых дисциплин, музыкально-просветительская деятельность. Руководит магистерскими и дипломными работами, занимается научно-исследовательской работой со студентами.
В 1993 году совместно с Л. Ю. Шумской создала концертный смешанный хор «Молодёжный хор „Світич“», с которыми ведет организационную и концертную работу. Возглавляя хор, Л. Ю. Шумская стала лауреатом международных и украинских хоровых конкурсов и фестивалей: в Беларуси (1995, 2008), Венгрии (1995, 1996), Польше (1998, 2003, 2015, 2019), Италии (1998, 2008, 2010, 2012, 2016), Германии (1999, 2001, 2007), Франции (2009, 2013, 2014, 2018), Турции (2005, 2019), Сербии (2006), а также в Украине (1995, 2007, 2011, 2013, 2016, 2018); обладателем Золотой медали Первой всемирной хоровой Олимпиады (2000); лауреатом Всеукраинских конкурсов хорового искусства (1997, 2011).
Заслуженный деятель искусств Украины (2002). Отличник образования Украины (2001). Награждена Почетной грамотой Президента Украины, а также Грамотами Черниговского областного совета, Нежинского городского совета и Посольства Польши в Украине.